# Amalio Rodríguez Vigón
Amalio Rodríguez Rodríguez, conocido como Amalio R. Vigón (San Julián de Bimenes, 7 de enero de 1889 – 31 de julio de 1959) fue un médico español especializado en medicina interna.

## Biografía
Hijo de Ricardo Rodríguez Vigón (+1912) y de Adela Rodríguez García nació en San Julián de Bimenes el 7 de enero de 1889 pero pasó su infancia en la provincia de León, en Matallana de Torío, donde su padre ejercía de capataz de minas. Aquí realizó sus primeros estudios que luego completó en el Colegio de San Isidoro de Cervera de Pisuerga cuando su familia se trasladó a esta ciudad palentina. Inició sus estudios de medicina en la Universidad de Valladolid pero, tras dos años, tuvo que trasladarse a Barcelona para cumplir el servicio militar, ciudad en la que completó sus estudios de licenciatura. Más tarde realizó el Doctorado en la Universidad de Madrid.
En 1925, contrajo matrimonio con Josefina Telenti González, natural de Juárez (provincia de Buenos Aires) con quien tuvo cinco hijos. De ellos, dos, Amalio y Ricardo, fueron también médicos, tradición que se perpetua dos generaciones más. La tercera generación, con los doctores Mauricio y Amalio Telenti (hijos de Amalio), Ricardo (hijo de Ricardo) y Arturo (hijo de Josefina) y la cuarta generación, con Guillermo Telenti (hijo de Mauricio) y Cósima Telenti (hija de Mario, hermano de Mauricio y Amalio).
De ideas republicanas se inició muy pronto en la masonería al ingresar el 5 de junio de 1921 en la logia Jovellanos nº 337 donde adopta el simbólico de Galeno. Dos años después abandona la logia y ayuda a fundar, el 19 de enero de 1923, un nuevo taller, la Respetable Logia Riego. Por su actividad masónica fue encausado tras la Guerra Civil en la causa sumarial n.º 295-44 del Juzgado Especial n.º 1. Falleció el 31 de julio de 1959.

## Profesión
Inició su carrera profesional en Vegamián al sustituir durante unos meses al médico titular. En 1915, se trasladó a Gijón, ciudad a la que se había ido parte de su familia para trabajar en la construcción del Musel. En Gijón, el doctor Vigón abrió consulta, presentándose como ex-interno, por oposición, del hospital de la Santa Cruz, de Barcelona, y se dio a conocer atendiendo a enfermos, particularmente de la gripe de 1918. Se especializó en la lucha contra las enfermedades venéreas y de pulmón y corazón. En 1922, obtuvo plaza de médico de dispensario de profilaxis pública y pasó a ser director del Dispensario de Gijón. Durante este tiempo impartió varias conferencias sobre temas médicos y político-sociales en el Ateneo Obrero de Gijón.